# Gargoyle Mountain
Gargoyle Mountain är ett berg i Kanada.   Det ligger i provinsen Alberta, i den centrala delen av landet, 3 100 km väster om huvudstaden Ottawa. Toppen på Gargoyle Mountain är 2 682 meter över havet, eller 208 meter över den omgivande terrängen. Bredden vid basen är 1,5 km.
Terrängen runt Gargoyle Mountain är varierad. Trakten runt Gargoyle Mountain är nära nog obefolkad, med mindre än två invånare per kvadratkilometer.. 
Trakten runt Gargoyle Mountain består i huvudsak av gräsmarker.